# بورتيزيلو
بلدية بورتيزيلو (بالإسبانية: Portezuelo)‏، هي بلدية تقع في مقاطعة قصرش والتي تقع في منطقة إكستريمادورا، غرب إسبانيا.
يبلغ عدد سكانها 299 نسمة وفقاً لإحصائية سنة (2002).